# Казенносільськ
Казенносільськ (німецька колонія поселенців № 5, «Kronsdorf») — нині частина селища міського типу Розівки Запорізької області. За 55 км на північніше північно-заходу від Мангуша.

## Історія
Поселення було засновано в 1824 роках на площі в 1683 десятин землі за 55 км на північніше північного заходу від Мангуша німецькими переселенцями із Західної Пруссії (райони Данцига (Marienburg) і Ельблонга (нім. Elbing)).

### Радянський період
У 1925—1939 роках село входило до складу Люксембурзького німецького національного району Маріупольської округи (з 1932 — Дніпропетровської області, з 1939 — Запорізької області).
1946 року Казенносільськ був приєднаний до Розівки.

## Суспільно-політичне життя

### Релігія
Протестантська деномінація — Євангелістський релігійний прихід: Грюнау (нім. Grünau).

## Відомі особистості
Першими переселенцями, що заснували село, були: Aldrecht, Bertam, Bittner, Blum, Deutschmann, Döring, Fritz, Freimann. Frischbutter, Gabriel, Grieb, Gröning, Hahn, Herbst, Jabsen, Jest, Jahn, Kage, Kaiser, Klein, König, Kosakowsky, Leininger, Lepp, Nord, Pahl, Paperfott, Perschke, Preis, Reddig, Rehberg, Retzlaw, Scharnasel, Schirnanjwsky, Schmidt, Schöneberg, Schröer, Schreiber, Siebert, Stetsky, Stobb(le), Stumpf, Tobler, Tuchel, Vogelsang, Wahl, Wolf, Zimpf.

## Статистика зміни чисельності населення
Жителів (по роках): 497 (1859), 445 (1905), 507 (1914), 597 (1918), 620 (1919), 645 (1920).